# 阿南市立長生小学校
阿南市立 長生小学校（あなんしりつ ながいけしょうがっこう）は、徳島県阿南市長生町五反地にある公立小学校。

## 概要
卒業後は阿南市立阿南第一中学校へ進学する。

### 教育目標
- 人権尊重を基盤とし、人間性豊かで自主的・創造的能力に富み、たくましく実践力のある、心身ともに健康な児童を育てる。

## 沿革
- 1873年（明治6年）10月25日 - 上荒井楠ノ元6に創立。

## 通学区域が隣接する学校
- 阿南市立大野小学校
- 阿南市立中野島小学校
- 阿南市立宝田小学校
- 阿南市立見能林小学校
- 阿南市立津乃峰小学校
- 阿南市立桑野小学校
- 阿南市立山口小学校
- 阿南市立吉井小学校

## 著名な卒業生
- 旺季志ずか（脚本家、小説家、劇作家、演出家、吉本坂46メンバー）